# Dimetrodon
Dimetrodon (griech. für „zwei Maße von Zähnen“) ist eine Gattung fleischfressender Pelycosaurier (Pelycosauria), eines paraphyletischen Taxons ausgestorbener Synapsiden (früher als „säugetierähnliche Reptilien“ bezeichnet), die vor etwa 299 bis 272,5 Millionen Jahren im Cisuralium (frühes Perm) lebten. Namensgebend ist das Vorhandensein zweier unterschiedlich geformter Zahntypen. Der amerikanische Zoologe Edward Drinker Cope stellte die Gattung im Jahre 1878 auf. Aus den Pelycosauriern gingen die Therapsiden (Therapsida) hervor, von denen die Säugetiere (Mammalia) abstammen. 

## Beschreibung
Dimetrodon wurde etwa 3,2 Meter lang und 1 Meter hoch. Er besaß einen langen Schwanz, Krallen an den Füßen, bewegte sich auf vier Beinen (quadruped) fort und könnte etwa 250 Kilogramm gewogen haben. Ein auffallendes Merkmal war ein vermutlich mit Haut überspanntes, aus verlängerten Dornfortsätzen der Wirbel der Rumpf- und Halswirbelsäule gebildetes großes Rückensegel, das der älteren Lehrmeinung nach wahrscheinlich zur Regulierung der Körpertemperatur diente und auch bei einigen anderen Pelycosauriern wie etwa Edaphosaurus ausgebildet war. Um den Körper rascher zu erwärmen, drehte Dimetrodon nach dieser Meinung der Sonne die Flanke zu, wodurch das wechselwarme (poikilotherme) Tier schneller aktiv werden konnte. Um sich abzukühlen, richtete er seinen Körper parallel zu den einfallenden Sonnenstrahlen aus.
Gegen diese These spricht, dass Dimetrodons naher Verwandter Sphenacodon kein Rückensegel ausbildete, sondern lediglich einen niedrigen Rückenkamm aufwies, der zur Thermoregulation ungeeignet war.
Das Segel könnte auch dazu gedient haben, Partner anzulocken.

## Fossilien
Fossilien von Dimetrodon wurden in den US-Bundesstaaten Texas und Oklahoma sowie in Europa gefunden. Sehr gut erhaltene Exemplare von D. teutonis stammen aus der Bromacker-Fundstelle in Thüringen. Bromacker ist ein bedeutender Fundort für fossile Landwirbeltiere (Tetrapoda) des frühen Perms. Neben Dimetrodon wurden hier u. a. auch sehr gute Fossilien von Diadectes und Seymouria geborgen.

## Beschriebene Arten

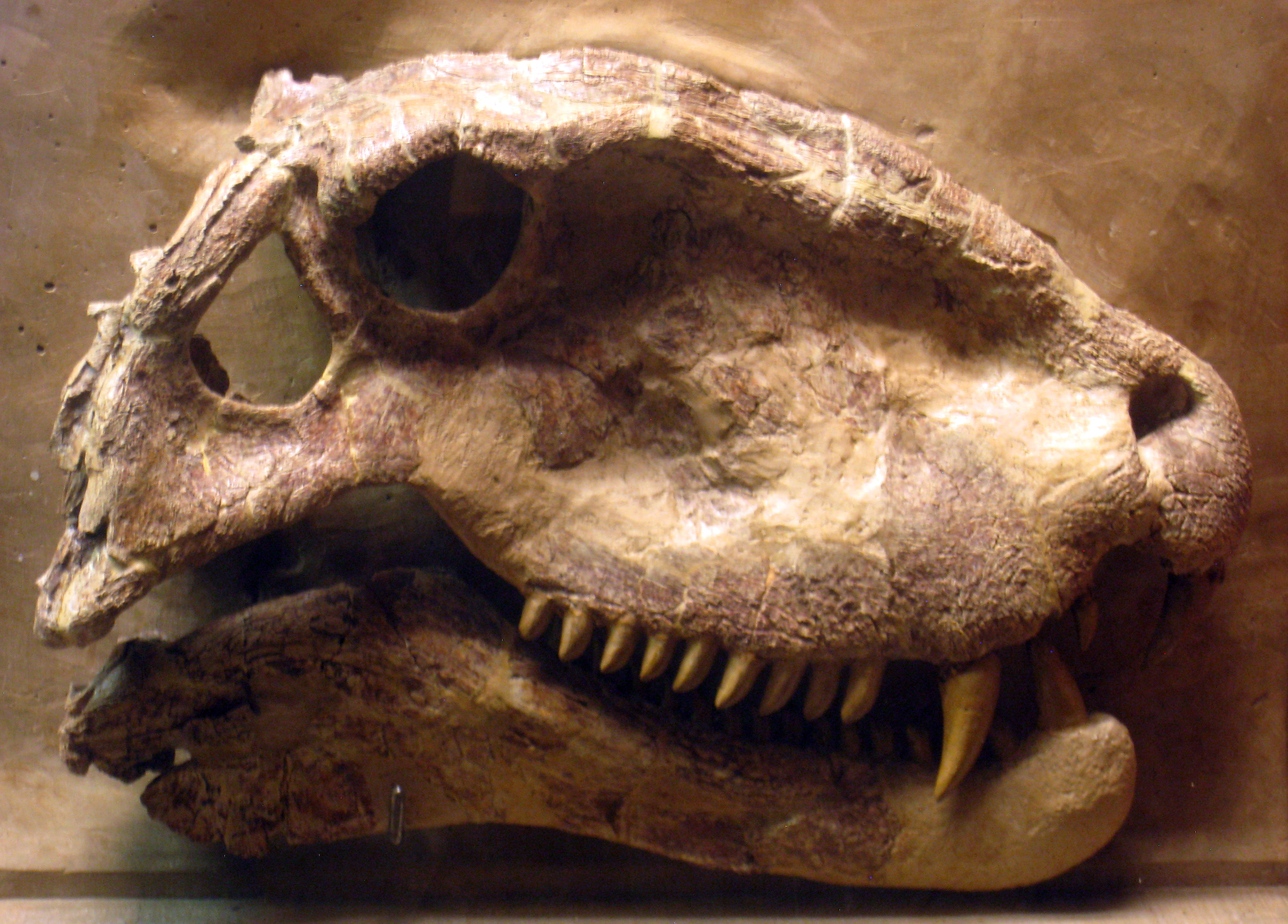
Schädel und Gebiss von D. grandis

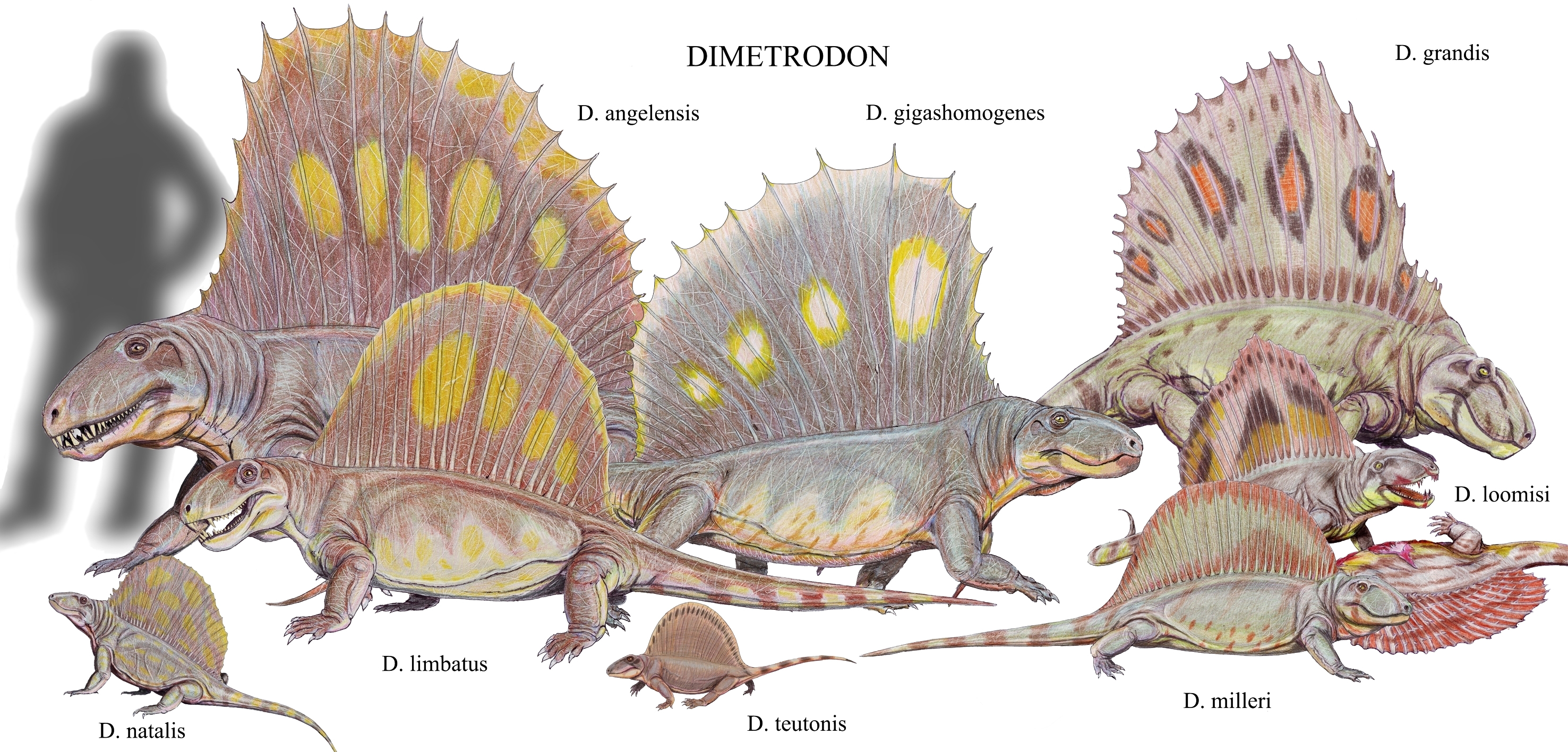
Verschiedene Arten im Größenvergleich

- D. angelensis Olson
- D. booneorum Romer, 1937
- D. dollovianus (Cope, 1888)
- D. gigas (Cope, 1878)
- D. gigashomogenes Case
- D. grandis (Case, 1907)
- D. incisivus Cope, 1878
- D. kempae Romer, 1937
- D. limbatus Romer and Price, 1940
- D. longiramus Case, 1907
- D. loomisi Romer, 1937
- D. macrospondylus (Cope, 1885)
- D. milleri Romer, 1937
- D. natalis (Cope, 1878)
- D. obtusidens (Cope, 1880)
- D. occidentalis Berman, 1977
- D. platycentrus Case, 1907
- D. rectiformis Cope, 1878
- D. semiradicatus Cope, 1881
- D. teutonis Berman et al., 2001[1]